# Taio de Saragoça
Taio de Saragoça (em latim: Taius Caesaraugustianus; em castelhano:  Samuel Tajón; c. 600–ca.683 (83 anos)), também Taio, Tago, Tajo e Tayon, foi bispo de Saragoça (conhecida na época como César Augusta) durante o período visigótico entre 651 e 664, sucedendo seu professor, São Bráulio, no posto. Segundo Delisle, seu nome era "Samuel" (Samuhel).

## Vida
Taio foi ordenado padre em 632 e em seguida serviu como abade, mas não se sabe em qual mosteiro. A pedido de Quirino de Barcelona, Taio compilou uma coleção de trechos da obra de Gregório Magno entre 653 e 654, mas o progresso do trabalho foi atrapalhado pela revolta de Froia e uma invasão dos bascos. Para cumprir esta missão, viajou em busca da terceira parte da "Moralia", de Gregório, que não existia na Hispânia, e acabou encontrando-a em Roma com o papa Martinho I.
Numa carta a Eugênio II de Toledo, explicou seu plano para terminar a obra e sua relação com o modelo de Gregório. Durante o cerco de Froia, Taio, incapaz de sair da cidade, trabalhou numa revisão da "Lex Visigothorum".
O resultado foi uma obra que foi depois considerada "pouco organizada" chamada "Sententiarum libri V" ("Cinco Livros de Sentenças"), fortemente baseada nos textos de Gregório e Agostinho, sua única obra conhecida.
Taio participou do oitavo, nono e décimo concílios de Toledo.